# Bundespräsidentenwahl in Österreich 2022

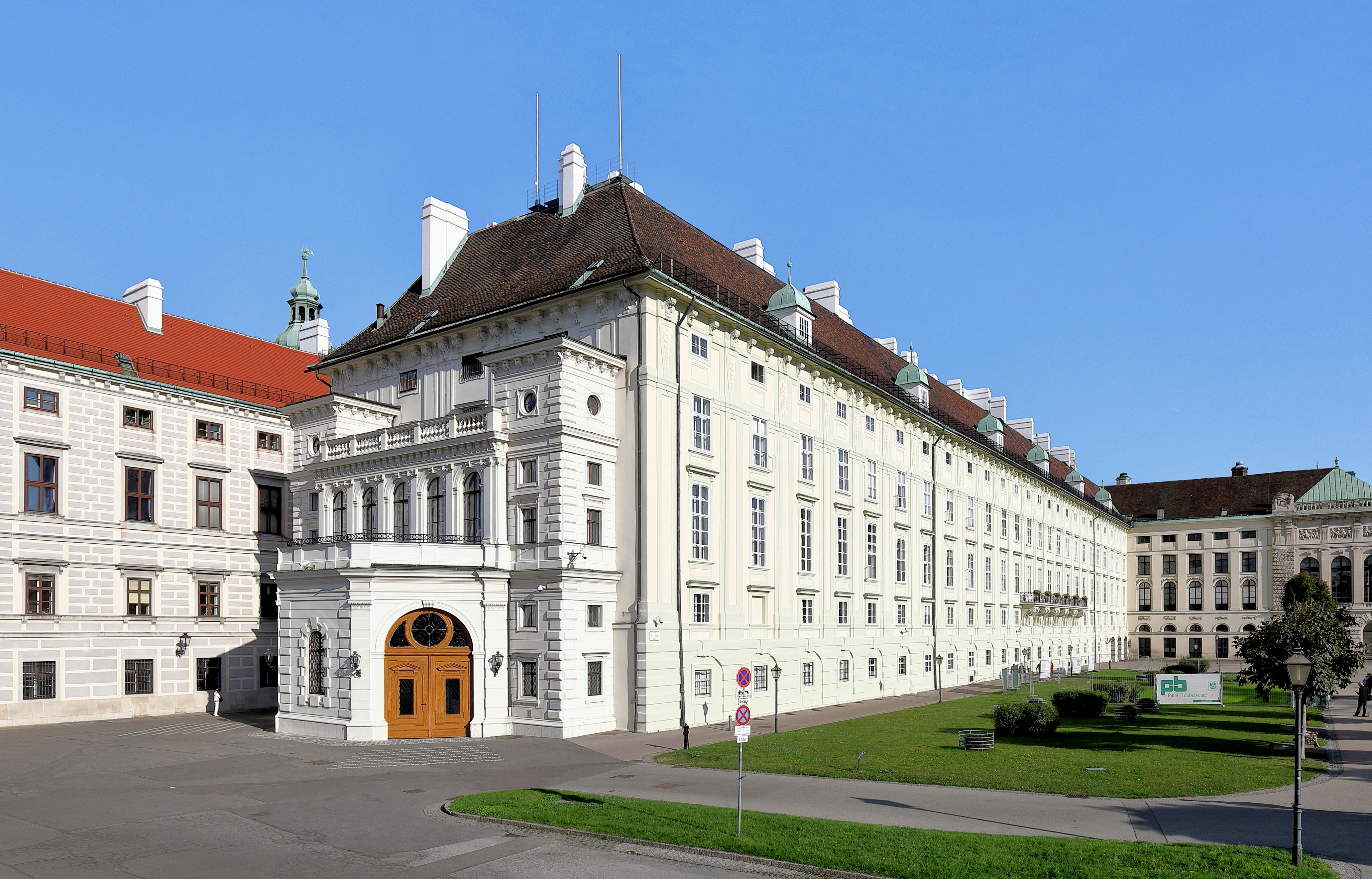
Seit 1946 Amtssitz des Bundespräsidenten: der Leopoldinische Trakt der Hofburg in Wien

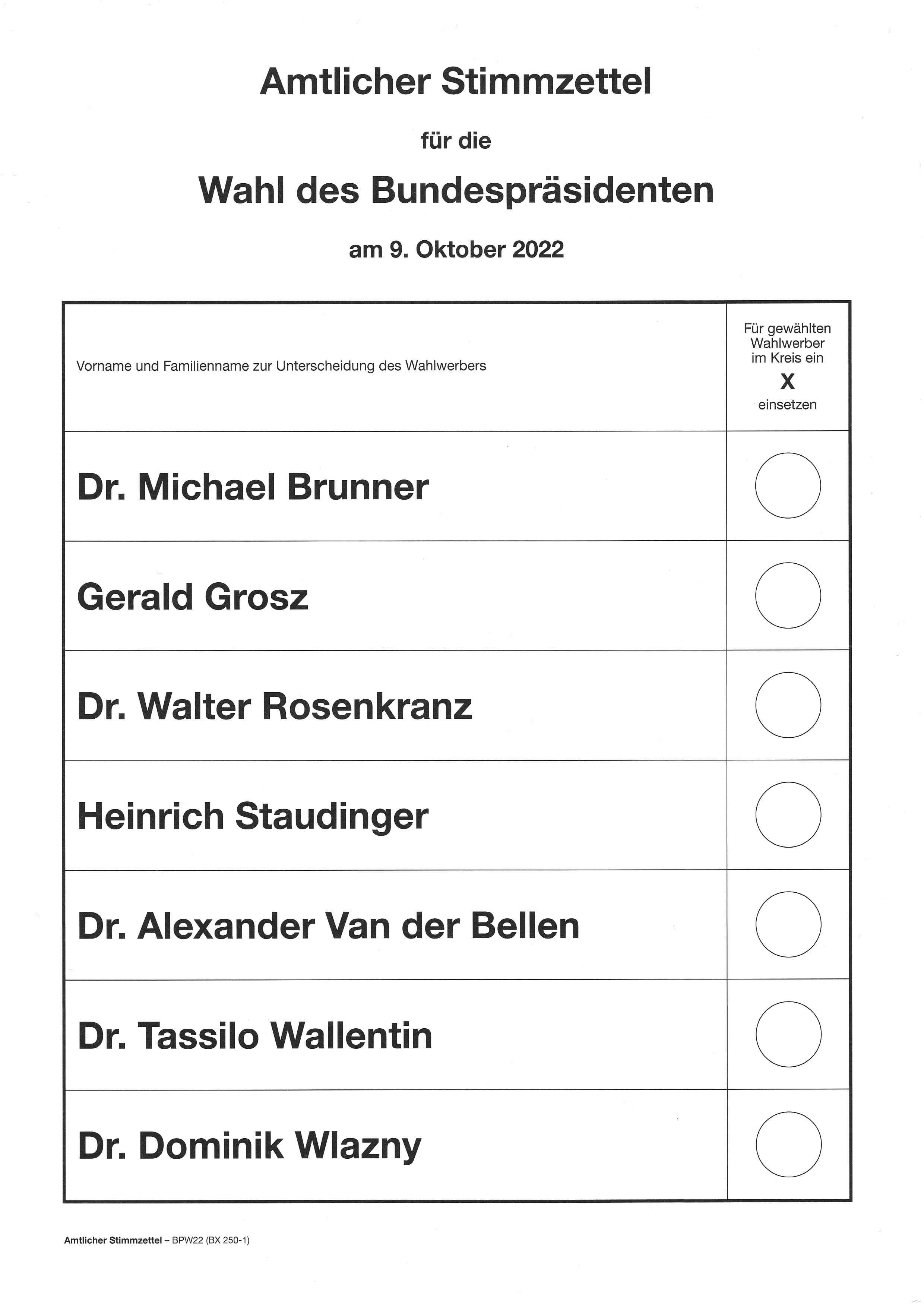
Amtlicher Stimmzettel

Die Bundespräsidentenwahl in Österreich 2022 war die 14. Direktwahl eines österreichischen Staatsoberhaupts durch das Bundesvolk seit der Bundespräsidentenwahl 1951.
Der bisherige Amtsinhaber Alexander Van der Bellen erhielt bereits im ersten Wahlgang am 9. Oktober 2022 mehr als die Hälfte der gültigen abgegebenen Stimmen und ist daher wiedergewählt. Die offizielle Verlautbarung des Wahlergebnisses durch das Bundesministerium für Inneres erfolgte am 17. Oktober 2022. Die Angelobung des wiedergewählten Bundespräsidenten erfolgte am 26. Jänner 2023.

## Ergebnis
| Kandidaten                            | Parteien                                         | Stimmen   | %    |
| ------------------------------------- | ------------------------------------------------ | --------- | ---- |
| Alexander Van der Bellen              | Parteilos (Die Grünen)                           | 2.299.590 | 56,7 |
| Walter Rosenkranz                     | Freiheitliche Partei Österreichs                 | 717.097   | 17,7 |
| Dominik Wlazny (Marco Pogo)           | Bierpartei                                       | 337.010   | 8,3  |
| Tassilo Wallentin                     | Parteilos                                        | 327.214   | 8,1  |
| Gerald Grosz                          | Parteilos                                        | 225.942   | 5,6  |
| Michael Brunner                       | MFG–Österreich Menschen – Freiheit – Grundrechte | 85.465    | 2,1  |
| Heinrich Staudinger                   | Parteilos                                        | 64.411    | 1,6  |
| Gesamt                                | Gesamt                                           | 4.056.729 | 100  |
|                                       |                                                  |           |      |
| Ungültige Stimmen                     | Ungültige Stimmen                                | 91.353    | 2,2  |
| Wähler                                | Wähler                                           | 4.148.082 | 65,2 |
| Wahlberechtigte                       | Wahlberechtigte                                  | 6.363.336 |      |
|                                       |                                                  |           |      |
| Quelle: Bundesministerium für Inneres |                                                  |           |      |

## Termin
Der Wahltermin wird durch Verordnung der Bundesregierung im Einvernehmen mit dem Hauptausschuss des Nationalrates festgelegt und durch Kundmachung ausgeschrieben. Bei dieser Ausschreibung wird auch jener Stichtag festgelegt, nach dem sich die Fristen richten, die für die Durchführung der Bundespräsidentenwahl von Belang sind.
Eine konkrete Vorgabe für die Festlegung des Termins besteht demnach nur insofern, als der nächste Bundespräsident am 26. Jänner 2023 angelobt werden muss.
Am 26. Juni 2022 gab die Bundesregierung den 9. Oktober 2022 als Wahltermin bekannt. Eine Stichwahl hätte, falls nötig, vier Wochen später am 6. November stattgefunden.

## Wahlrecht

### Formale Voraussetzungen
Die gesetzlichen Bestimmungen zur Bundespräsidentenwahl finden sich im Art. 60 Bundes-Verfassungsgesetz (B-VG), in Verbindung mit dem Bundespräsidentenwahlgesetz 1971 (BPräsWG). Wahlberechtigt sind österreichische Staatsbürger, die spätestens mit Ablauf des Tages der Wahl das 16. Lebensjahr vollendet haben und nicht durch eine gerichtliche Verurteilung vom Wahlrecht ausgeschlossen sind. Für das passive Wahlrecht ist die Vollendung des 35. Lebensjahres erforderlich.
Als Voraussetzung, um als Kandidat zur Wahl des Bundespräsidenten antreten zu können, müssen bei der im Innenministerium eingerichteten weisungsfreien Bundeswahlbehörde gemeinsam mit dem Kandidatenvorschlag mindestens 6.000 angeschlossene Unterstützungserklärungen vorgelegt werden; gleichzeitig muss gemäß § 7 BPräsWG ein Kostenbeitrag von 3.600 Euro erbracht werden.
Unterstützungserklärungen konnten ab dem Stichtag (9. August 2022) gesammelt und eingereicht werden. Wahlberechtigte Bürger können mit dem Formular der Unterstützungserklärung genau einen Kandidaten unterstützen, indem sie dieses in ihrer Hauptwohnsitzgemeinde vor einem Beamten ausfüllen und unterschreiben, vom Beamten bestätigen lassen und an die Kandidatenadresse senden. Die Einbringungsfrist endete am 37. Tag vor dem Wahltag (2. September 2022) um 17 Uhr. Kandidaten, denen das Einbringen eines gültigen Wahlvorschlags nicht gelingt, erhalten gemäß § 9 BPräsWG ihren Kostenbeitrag zurück.
Nach Überprüfung der eingereichten Kandidatenvorschläge inkl. Unterstützungserklärungen und Kostenbeiträge gab die Bundeswahlbehörde am 7. September 2022 die offiziellen Kandidaten bekannt.

### Wahlmodus
Jeder Wähler hat eine Stimme, die er durch Ankreuzen am Wahlzettel genau einem Kandidaten geben kann. Steht nur eine wahlwerbende Person zur Wahl, erfolgt die Stimmabgabe durch Ankreuzen von „ja“ oder „nein“ (§ 17 zweiter Satz BPräsWG).
Gewählt ist jene wahlwerbende Person, die mehr als der Hälfte aller gültigen Stimmen auf sich vereint (§ 17 erster Satz BPräsWG). Ist dies im ersten Wahlgang für keinen der Wahlwerber der Fall, so findet ein zweiter Wahlgang zwischen den beiden Kandidaten statt, die im ersten Wahlgang die meisten Stimmen erhalten haben („engere Wahl“, § 18 in Verbindung mit § 19 Abs. 1). Bei gleicher Stimmenanzahl zweier Bewerber entscheidet das vom Bundeswahlleiter zu ziehende Los über die Teilnahme am zweiten Wahlgang (§ 18 letzter Satz).
Für den Fall, dass aus dem zweiten Wahlgang kein Wahlwerber mit mehr als der Hälfte aller gültigen Stimmen hervorgeht, sondern beide Stimmengleichstand erlangt haben, ist nach § 20 Abs. 3 die engere Wahl – unter sinngemäßer Anwendung der Wahlbestimmungen für den zweiten Wahlgang – so lang zu wiederholen, bis sich eine Mehrheit entsprechend § 17 erster Satz (siehe oben) ergibt.

### Anzahl der Wahlberechtigten
Laut Innenministerium waren laut endgültigen Angaben 6.363.489 Staatsbürger wahlberechtigt, 61.113 davon mit Wohnsitz im Ausland. Gegenüber dem ersten Wahlgang 2016 ist die Zahl der Wahlberechtigten damit geringfügig gesunken (6.382.507 – 42.830 davon mit Wohnsitz im Ausland). Nach Ende der Einspruchsfrist und dem Berichtigungsverfahren wurde die endgültige Zahl der Wahlberechtigten am 7. Oktober veröffentlicht.

### Anzahl der ausgestellten Wahlkarten

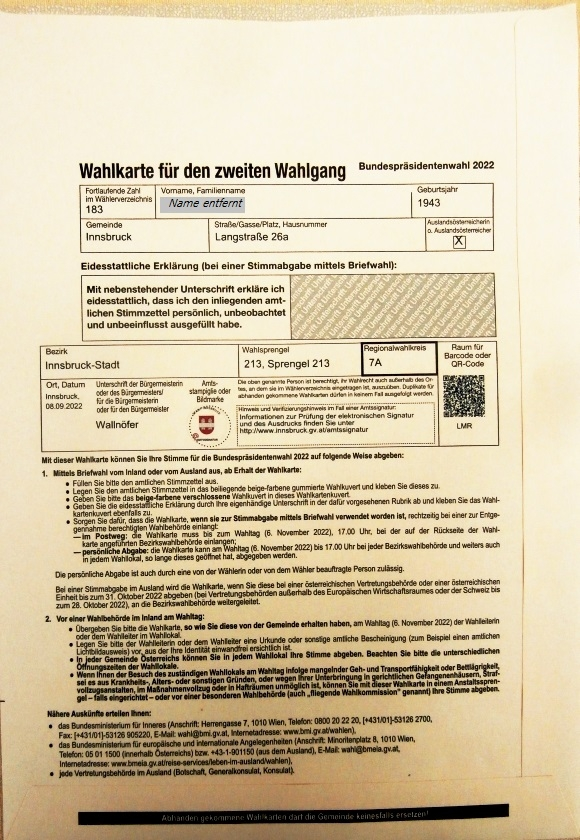
Wahlkarte

Nach Bekanntgabe der offiziellen Kandidaten am 7. September erfolgte der Druck der amtlichen Stimmzettel. Seit 13. September erfolgte der Versand der beantragten Wahlkarten durch die Gemeinden. Der letztmögliche Zeitpunkt zur schriftlichen Beantragung einer Wahlkarte war Mittwoch, der 5. Oktober. Der letztmögliche Zeitpunkt zur persönlichen Beantragung und Abholung in der eigenen Hauptwohnsitz-Gemeinde war Freitag, der 7. Oktober.
Die Anzahl der ausgestellten Wahlkarten in Österreich wurde am Abend des 7. Oktober bekanntgegeben: ausgestellt wurden insgesamt 958.136 Wahlkarten, davon 60.264 an im Ausland lebende Wahlberechtigte. Demnach haben 15,1 % der Wahlberechtigten eine Wahlkarte beantragt. Im Vergleich dazu wurden vor dem ersten Wahlgang 2016 insgesamt 641.975 Wahlkarten ausgestellt, davon 39.079 an im Ausland lebende Wahlberechtigte. Damals haben also 10,1 % der Wahlberechtigten eine Wahlkarte beantragt.
Wahlkarten müssen am Wahltag bis 17:00 Uhr bei der jeweiligen Bezirkswahlbehörde eintreffen, um gezählt zu werden. Die Österreichische Post bietet dazu einmalig eine Sonderentleerung aller Postkästen in Österreich am Samstag, 9.00 Uhr, an – damit die abgegebenen Briefwahlkarten fristgerecht am Sonntag zugestellt werden. Die Wahlkarten werden dann am Montag, dem 10. Oktober von den Bezirkswahlbehörden ausgezählt.

## Wahlwerber
Amtsinhaber Alexander Van der Bellen hat am 22. Mai 2022 mitgeteilt, für eine zweite Amtszeit zu kandidieren. Von den Parlamentsparteien hat nur die FPÖ einen Gegenkandidaten, nämlich Walter Rosenkranz, nominiert. Von den zwei Dutzend Personen, die die für ein Antreten nötigen Unterstützungserklärungen sammeln wollten, haben dies außer den beiden Vorgenannten Michael Brunner, Gerald Grosz, Heinrich Staudinger, Tassilo Wallentin und Dominik Wlazny (alias Marco Pogo) geschafft.

### Kandidaten
| Name                              | Parteimitgliedschaft | Berichterstattung | Weblink | Gültiger Wahlvorschlag eingereicht? |
| --------------------------------- | -------------------- | ----------------- | ------- | ----------------------------------- |
| Michael Brunner                   | MFG                  | 27. Juni 2022     |         | Ja                                  |
| Gerald Grosz                      | parteilos            | 21. Juni 2022     |         | Ja                                  |
| Walter Rosenkranz                 | FPÖ                  | 12. Juli 2022     |         | Ja                                  |
| Heinrich Staudinger               | parteilos            | 13. August 2022   |         | Ja                                  |
| Alexander Van der Bellen          | Die Grünen (ruhend)  | 22. Mai 2022      |         | Ja                                  |
| Tassilo Wallentin                 | parteilos            | 11. August 2022   |         | Ja                                  |
| Dominik Wlazny (alias Marco Pogo) | Bierpartei           | 13. Juni 2022     |         | Ja                                  |

1. ↑  Einige Bewerber gehören zwar formell (noch) einer Partei an, aber fast alle angeführten Personen bezeichnen sich im Zuge ihrer Kampagne als „parteilos“, „überparteilich“ bzw. „unabhängig“.
2. ↑  Kundmachung der Wahlvorschläge für die Bundespräsidentenwahl am 9. Oktober 2022

Dominik Wlazny alias Marco Pogo gab am 19. August 2022 als erster Kandidat bekannt, die 6000 nötigen Unterstützungserklärungen gesammelt zu haben. Daneben galt zu diesem Zeitpunkt die Kandidatur von Alexander Van der Bellen und Walter Rosenkranz als wahrscheinlich. Am 24. August wurde verlautbart, dass sowohl Gerald Grosz als auch Tassilo Wallentin die nötigen Unterstützungserklärungen gesammelt haben, tags darauf, dass dies auch auf Michael Brunner zutreffe. Walter Rosenkranz reichte am 30. August 18.500 Unterstützungserklärungen ein, Heinrich Staudinger ließ am 1. September verlautbaren, genügend Unterstützungserklärungen gesammelt zu haben. Am letztmöglichen Tag, dem 2. September, legte Amtsinhaber Alexander Van der Bellen die nötigen Unterstützungserklärungen vor.

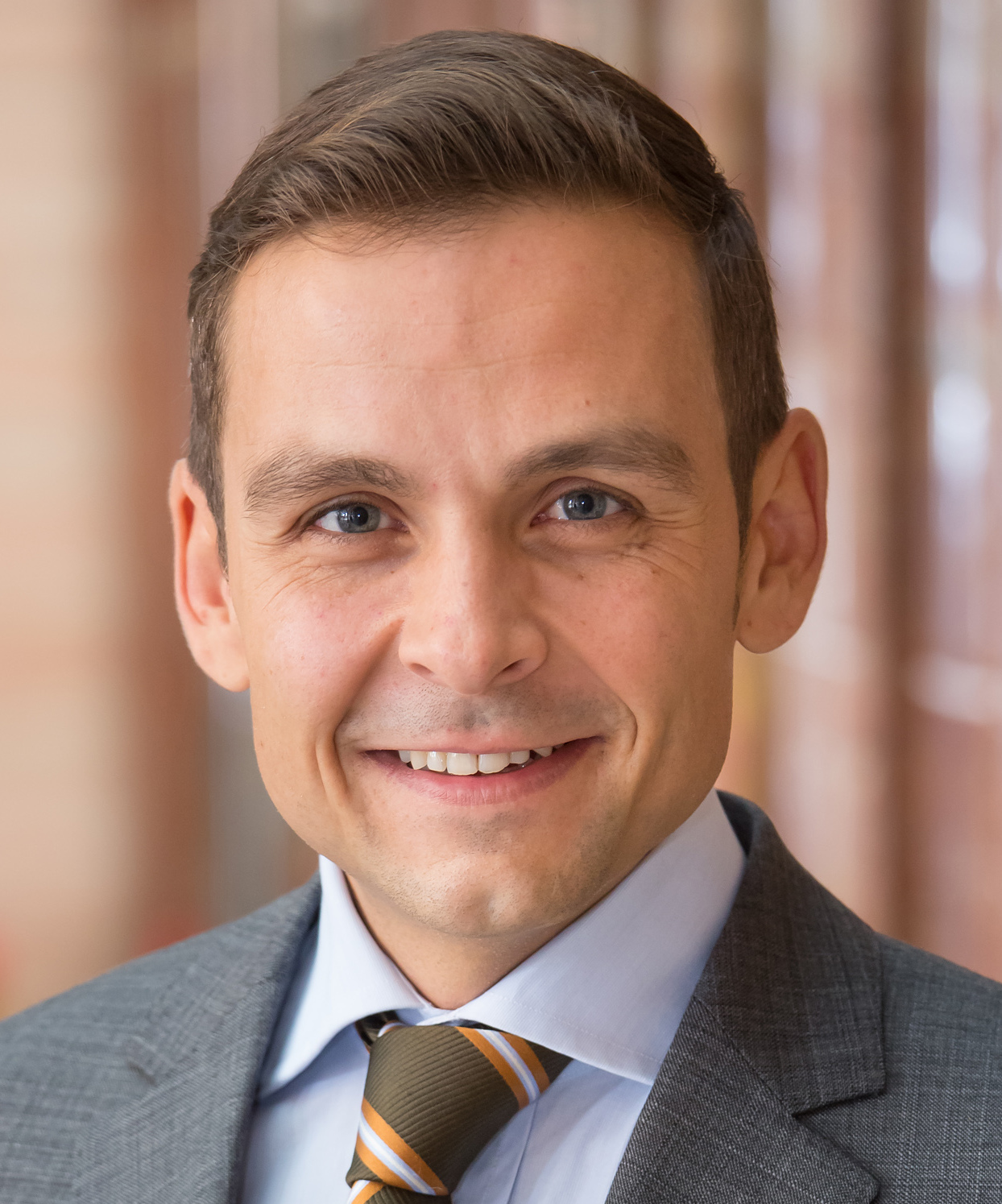
Gerald Grosz
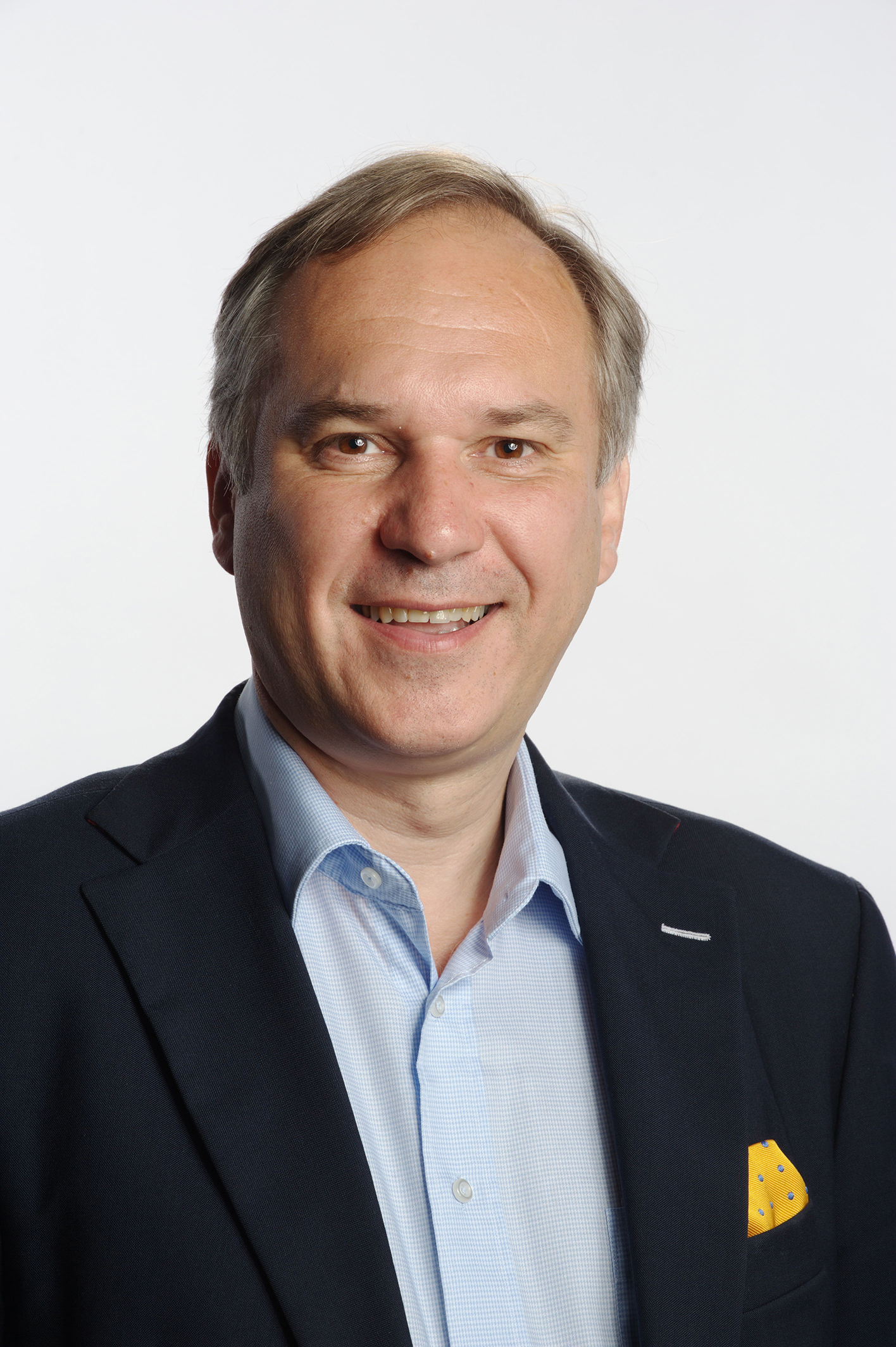
Walter Rosenkranz
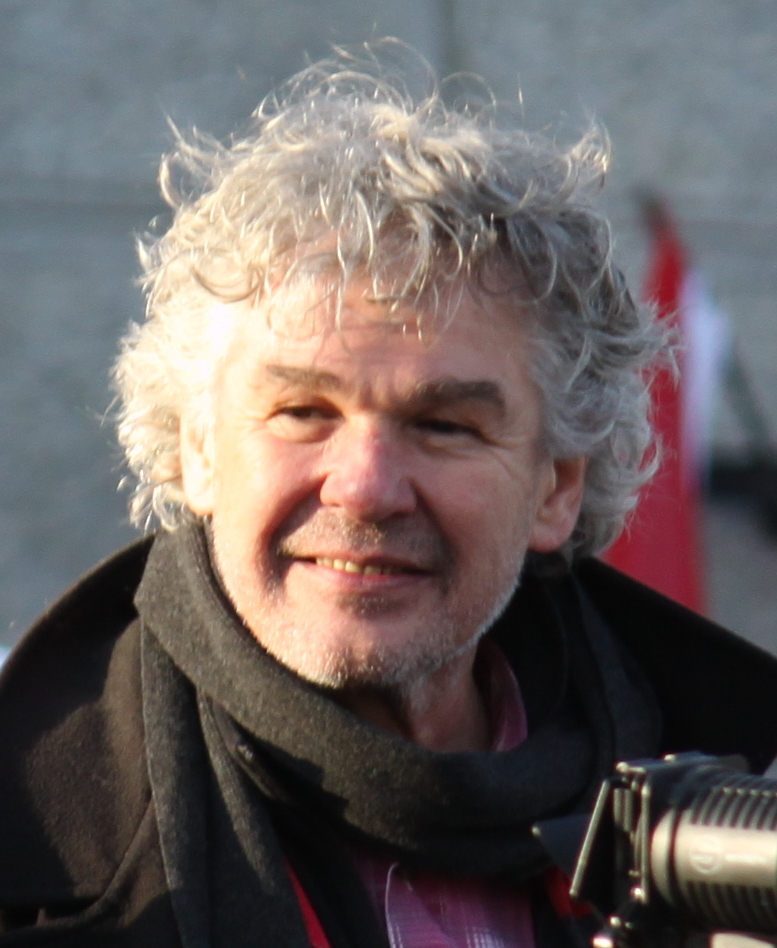
Heinrich Staudinger
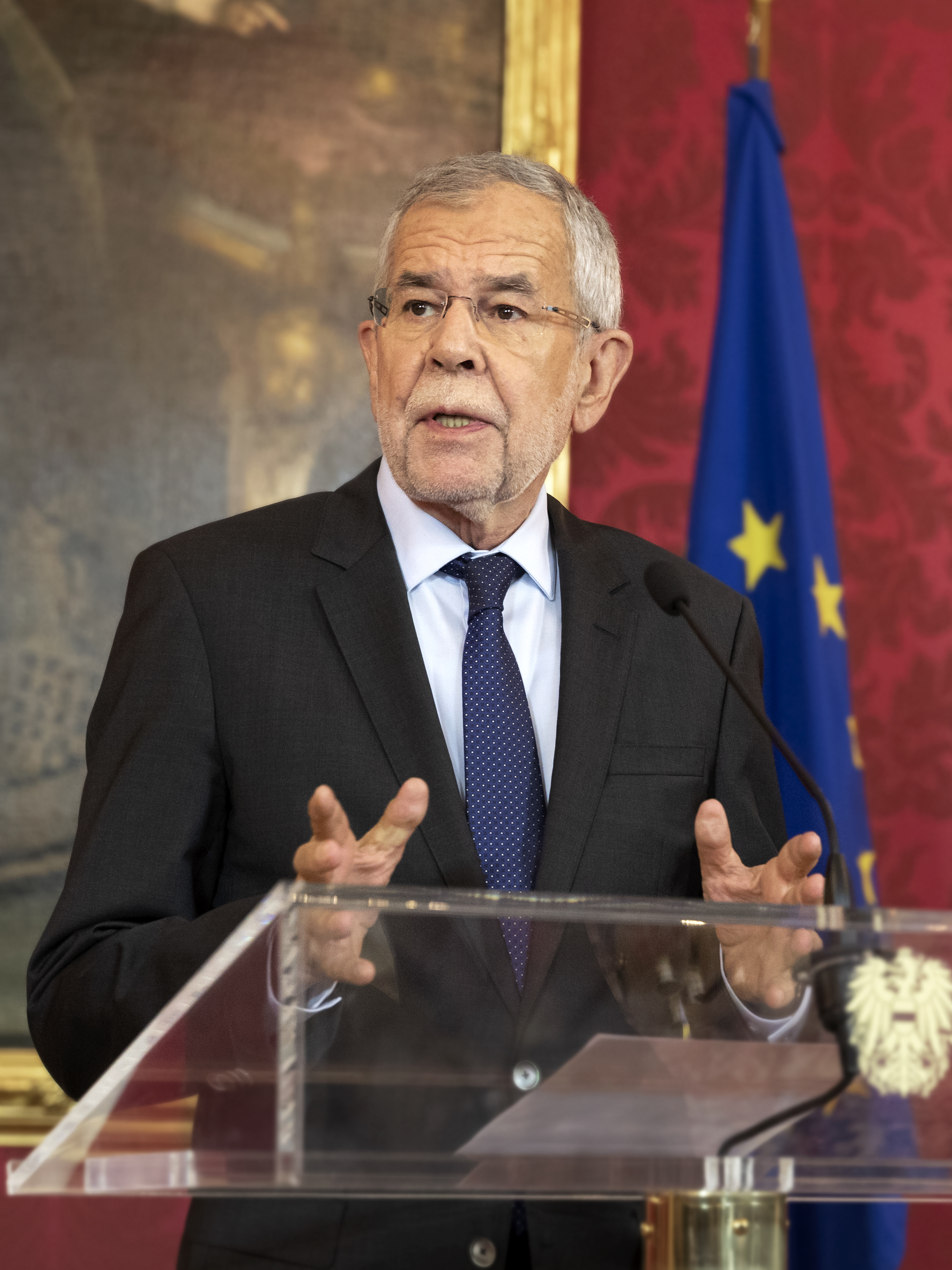
Alexander Van der Bellen
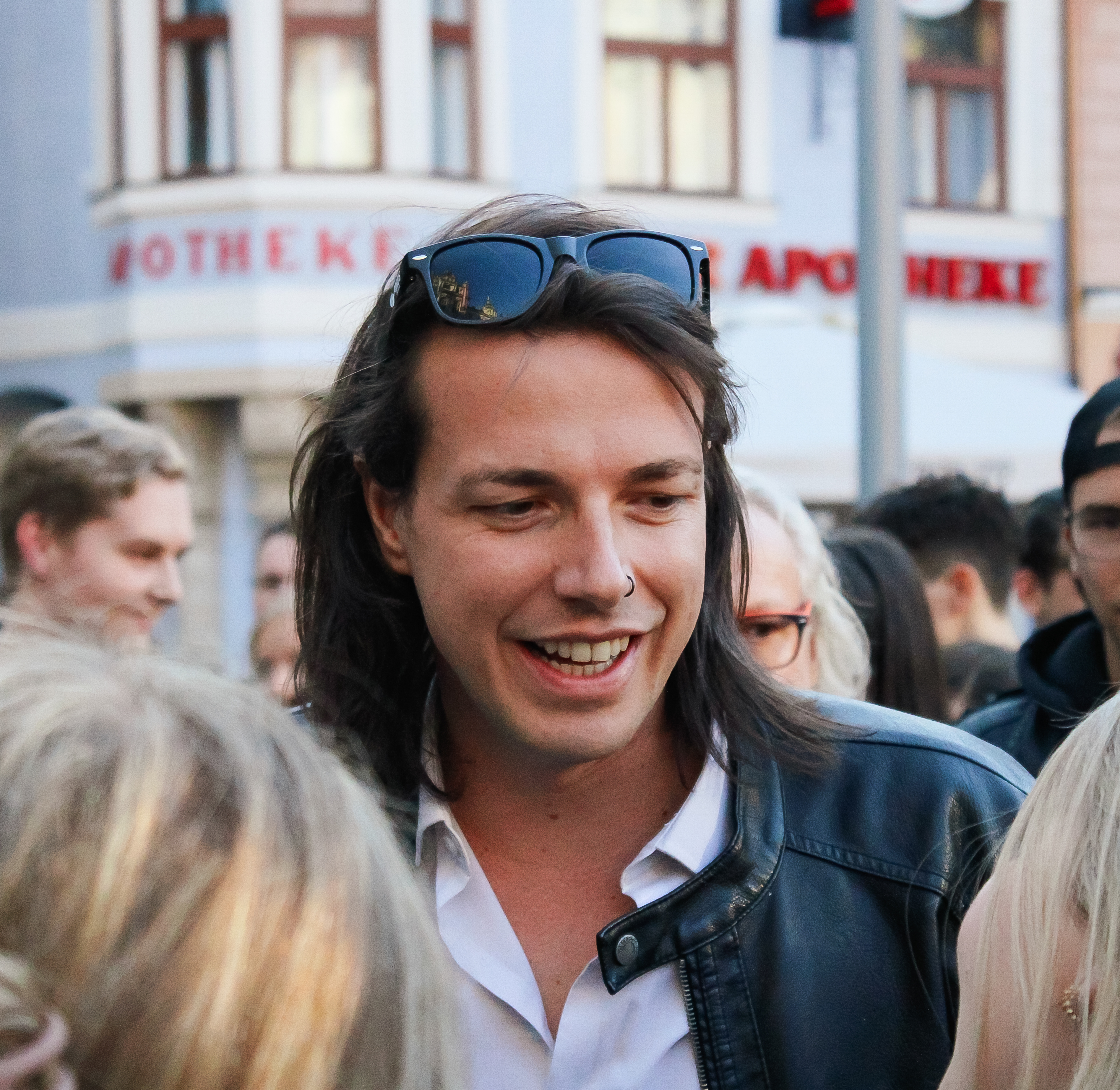
Dominik Wlazny (alias Marco Pogo)

### Erfolglose Bewerber
Daneben kündigten 17 weitere Personen eine Kandidatur an, reichten jedoch keinen gültigen Wahlvorschlag ein.
| Name                         | Parteimitgliedschaft      | Berichterstattung | Weblink | Gültiger Wahlvorschlag eingereicht? |
| ---------------------------- | ------------------------- | ----------------- | ------- | ----------------------------------- |
| Johann Peter Schutte         | parteilos                 | 22. Mai 2022      |         | Nein                                |
| Robert Marschall             | parteilos                 | 22. Mai 2022      |         | Nein                                |
| Wolfgang Ottowitz            | parteilos                 | 26. Mai 2022      |         | Nein                                |
| David Packer                 | Bestes Österreich         | 11. August 2022   |         | Nein                                |
| Hubert Thurnhofer            | parteilos                 | 22. Mai 2022      |         | Nein                                |
| Konstantin Haslauer          | parteilos                 | 22. Mai 2022      |         | Nein                                |
| Rudolf Remigius Kleinschnitz | parteilos                 | 22. Mai 2022      |         | Nein                                |
| Martin Wabl                  | parteilos                 | 22. Mai 2022      |         | Nein                                |
| Thomas Schaurecker           | parteilos                 | 22. Mai 2022      |         | Nein                                |
| Franz Josef Gollowitsch      | parteilos                 | 21. Juni 2022     |         | Nein                                |
| Barbara Rieger               | parteilos                 | 26. Juni 2022     |         | Nein                                |
| Gerhard Kuchta               | Demokratische Alternative | 5. Juli 2022      |         | Nein                                |
| Helga Egger                  | parteilos                 | 22. Juli 2022     |         | Nein                                |
| Anatolij Volk                | parteilos                 | 9. August 2022    |         | Nein                                |
| Mark Hanno Fessl             | parteilos                 | 9. August 2022    |         | Nein                                |
| Oliver Hoffmann              | parteilos                 | 14. August 2022   |         | Nein                                |
| Roland Ludomirska            | parteilos                 | 14. August 2022   |         | Nein                                |
| 1. 2. 3. 4.                  |                           |                   |         |                                     |

## Positionierung der Parlamentsparteien

### ÖVP
Nach der Bekanntgabe Van der Bellens hat die ÖVP beschlossen, keinen eigenen Kandidaten ins Rennen zu schicken, aber auch eine formelle Unterstützung des Präsidenten zur Wiederwahl abgelehnt. Anders als die Bundespartei unterstützten jedoch die Steirische sowie die Tiroler Volkspartei die Wiederwahl von Van der Bellen. Im Dezember 2021 erklärten vorher schon einige ÖVP-Landeshauptleute wie z. B. Thomas Stelzer und Günther Platter, dass man sich vorstellen könne, Alexander Van der Bellen bei einer möglichen Wiederwahl zu unterstützen. Über eigene Kandidaten wurde dennoch immer wieder spekuliert, falls Van der Bellen auf eine erneute Kandidatur verzichtet hätte. Unter den möglichen Kandidaten fanden sich der Salzburger Landeshauptmann Wilfried Haslauer, der Vizepräsident des Europäischen Parlaments Othmar Karas, die frühere Präsidentin der Salzburger Festspiele Helga Rabl-Stadler und Nationalratspräsident Wolfgang Sobotka, der eine Kandidatur jedoch ausschloss. Im Dezember 2021 sprach sich der Tiroler ÖVP-Landeshauptmann Günther Platter dafür aus, Bundespräsident Van der Bellen bei einem Wiederantritt zu unterstützen. Er wolle sich dafür auch parteiintern einsetzen. Dennoch wurde auch eine Kandidatur Platters ins Spiel gebracht. Diese hätte es allerdings nur bei einem Verzicht durch Van der Bellen geben sollen.

### SPÖ
Am 28. November 2020 wurde bekannt, dass die SPÖ bei einer erneuten Kandidatur den amtierenden Präsidenten Van der Bellen unterstützen könnte. Dies gab die selbst als Kandidatin gehandelte Zweite Nationalratspräsidentin Doris Bures bei einem Interview an. Die Partei selbst und andere Persönlichkeiten der SPÖ, darunter der Kärntner Landeshauptmann Peter Kaiser, sagten jedoch, es sei noch zu früh, um sich in dieser Frage zu positionieren. Auch Parteichefin Pamela Rendi-Wagner bezeichnete die Aussage Bures’ als „Einzelmeinung“, betonte aber (fälschlicherweise), weder SPÖ noch ÖVP hätten in der Zweiten Republik jemals einen amtierenden Präsidenten herausgefordert. Dass sie selbst kandidieren könnte, schloss sie aus. Im Gegensatz zu Rendi-Wagner mochte der Tiroler SPÖ-Vorsitzende Georg Dornauer, so wie auch der burgenländische SPÖ-Landeshauptmann Hans Peter Doskozil, auf jeden Fall einen eigenen Kandidaten. Er empfahl hierfür wiederum Bures. Der Wiener Bürgermeister Michael Ludwig und andere SPÖ-Landesparteiobleute sprachen sich dafür aus, Bundespräsident Van der Bellen bei einer erneuten Kandidatur zu unterstützen. Nach der Bekanntgabe Van der Bellens hat die SPÖ beschlossen, seine Wiederwahl zu unterstützen, allerdings nicht organisatorisch und finanziell.

### FPÖ
Wie schon unmittelbar nach der letzten Wahlentscheidung angekündigt, bekräftigte FPÖ-Obmann Norbert Hofer im Oktober 2018, dass er im Jahr 2022 neuerlich als Kandidat anzutreten gedenkt. In der ORF-Sendung Sommergespräche gab Hofer im August 2020 an, dass er nicht antreten werde, sollte Alexander Van der Bellen noch einmal kandidieren. Sollte allerdings der damalige Gesundheitsminister Rudolf Anschober antreten, werde er ebenfalls kandidieren. Anschober dementierte jedoch kurz darauf, nach seiner Tätigkeit als Minister erneut ein politisches Amt anzustreben. Im November 2020 revidierte Hofer seine vorherige Aussage und gab an, doch eine Kandidatur zu erwägen. Auch in einem Interview mit der Kronen Zeitung am 2. Februar 2021 meinte Hofer, es sei „nicht unwahrscheinlich“, dass er antrete. Seine Entscheidung wolle er ein Jahr vor der Wahl treffen. Nach dem Rücktritt Hofers als Parteiobmann der FPÖ im Juni 2021 war eine Kandidatur fraglich. Er selbst gab zu diesem Zeitpunkt dazu noch keine Stellungnahme ab. Für seinen Nachfolger als FPÖ-Obmann, Herbert Kickl, war Hofer dennoch „der Kandidat für die Hofburg“, wie er in einem Interview am 9. Juni 2021 angab. Neben Hofer kam es zu immer mehr Spekulationen, dass die Nationalratsabgeordnete Susanne Fürst zur Wahl antreten könnte. Am 13. Mai 2022 schloss Hofer eine Kandidatur endgültig aus. Auch Kickl selber wurde in Medien immer wieder als Kandidat gehandelt. Im Juni 2022 wurde auch der Landeshauptmann-Stellvertreter von Oberösterreich und Vorsitzende der oberösterreichischen FPÖ, Manfred Haimbuchner, als möglicher Kandidat genannt. Auch der Kronen-Zeitung-Kolumnist Tassilo Wallentin wurde genannt. Wallentin könnte von der FPÖ als parteiloser Kandidat unterstützt werden. Mitte Juni wurde auch der amtierende Bürgermeister von Wels, Andreas Rabl, als möglicher FPÖ-Kandidat genannt. Im Juli wurde auch die Abgeordnete zum Nationalrat Petra Steger als potentielle Kandidatin genannt. Am 12. Juli berichteten mehrere Medien, dass der Volksanwalt Walter Rosenkranz als voraussichtlicher Kandidat der FPÖ vorgeschlagen wurde.

### Die Grünen
Die Grünen hatten sich zunächst noch nicht zur Bundespräsidentenwahl geäußert. Es wurde aber erwartet, dass sie ihren langjährigen Ex-Bundesparteiobmann Van der Bellen bei einer Wiederkandidatur unterstützen werden. Einige Kommentatoren betrachteten zunächst auch den früheren Gesundheitsminister Rudolf Anschober als möglichen Kandidaten der Grünen. Dieser dementierte jedoch jegliches Interesse an einer Kandidatur. Nach der Bekanntgabe Van der Bellens haben die Grünen beschlossen, Van der Bellens Wiederwahl zu unterstützen – auch finanziell, zunächst mit einer Zusage von 500.000 € an Parteigeldern.

### NEOS
NEOS hatten sich zunächst noch nicht zur Bundespräsidentenwahl bzw. einer möglichen eigenen Kandidatur geäußert. Die als Kandidatin gehandelte frühere Richterin und NEOS-Abgeordnete Irmgard Griss, 2016 unabhängige Kandidatin für die Präsidentschaft, verzichtete im Juli 2020 auf einen Antritt. Nach der Bekanntgabe Van der Bellens hat NEOS beschlossen, seine Wiederwahl zu unterstützen, allerdings nicht organisatorisch und finanziell.

## Wahlkampf

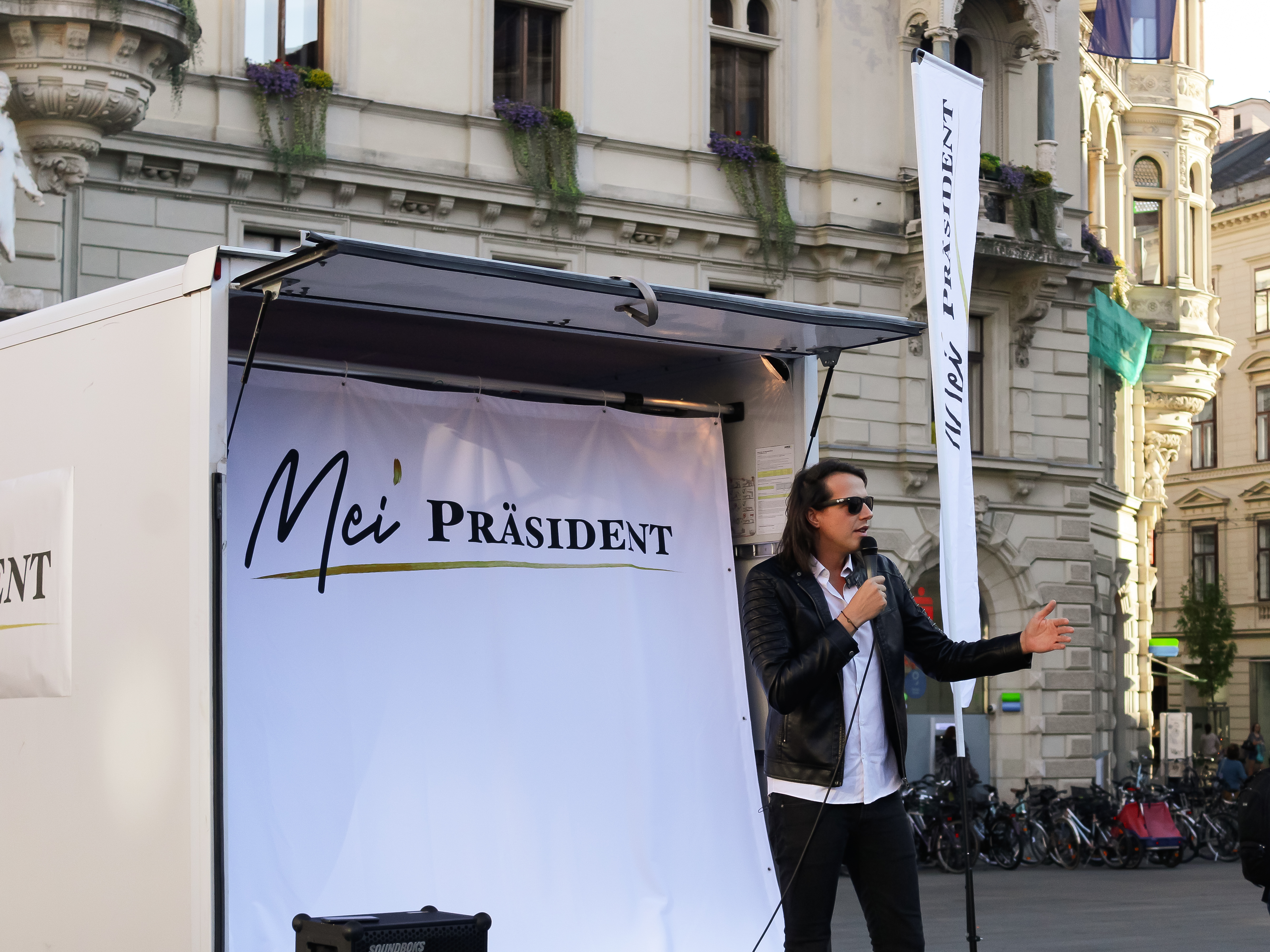
Marco Pogo auf Wahlkampftour in Graz.

Am 25. August enthüllte FPÖ-Kandidat Walter Rosenkranz sein erstes Plakat für den Wahlkampf. Es stand unter dem Motto Kompromisslos für Österreich. Am 9. September startete er in Wels in den Intensiv-Wahlkampf. Drei Tage zuvor hatte Amtsinhaber Alexander Van der Bellen seine ersten Plakate für den Wahlkampf vorgestellt. Darauf hieß es Mit Österreich spielt man nicht. Van der Bellen startete seinen Wahlkampf am 9. September im Wiener MuseumsQuartier. Dominik Wlazny alias Marco Pogo gab am gleichen Tag bekannt, mit lediglich neun Dreiecksständern in den Wahlkampf ziehen zu wollen. Diese seien der Bierpartei ursprünglich für die Landtags- und Gemeinderatswahl in Wien 2020 geschenkt worden. Sein Kampagnenmotto lautet Red' ma drüber. Michael Brunner und Heinrich Staudinger gaben an, gänzlich auf Plakate verzichten zu wollen. Brunner begründete dies damit, dass diese „nicht wirksam“ seien. Gerald Grosz stellt seinen Anhängern Werbesujets zum Download zur Verfügung, die sie selbst auf Plakate drucken können.
Nach der Bekanntgabe wer es auf den Stimmzettel geschafft hat, fand am 11. September in der ORF-Sendung Im Zentrum eine erste Diskussionsrunde aller Kandidaten bis auf den Amtsinhaber statt. Dieser begründete seine Entscheidung fernzubleiben damit, dass auch seine Amtsvorgänger im Rahmen einer angestrebten Wiederwahl nicht an Fernsehduellen teilgenommen hätten. Die Moderation der Sendung übernahm Claudia Reiterer. Eine weitere Diskussionssendung wurde für den 6. Oktober angesetzt. Am 3. Oktober fand auf ServusTV unter der Leitung von Michael Fleischhacker ein neuerlicher Diskussionsabend aller sechs Herausforderer statt. Zudem waren alle sieben Kandidaten zwischen 15. und 27. September in Ausgaben der Zeit im Bild für ein rund 15-minütiges Interview zu Gast im Studio. Amtsinhaber Alexander Van der Bellen, dessen ZiB-Interview vor der Sendung aufgezeichnet wurde, war von der gleichzeitig stattfindenden Generalversammlung der Vereinten Nationen in New York City aus zugeschaltet, Michael Brunner aus Innsbruck. Auf Puls 4 stellten sich die Kandidaten ab 14. September für je 30 Minuten den Fragen von Corinna Milborn. Der Sender setzte zudem einen Duellabend für den 5. Oktober an.

## Umfragen und Prognosen
In zwei Umfragen vom Juni 2021 – durchgeführt von IFDD und Market – befürworteten 45 % bzw. 66 % der österreichischen Wahlberechtigten eine erneute Kandidatur von Van der Bellen, während 43 % bzw. 34 % diese ablehnten. In der Befragung von IFDD waren zudem 12 % unentschlossen.
Im Vertrauensindex von OGM im Dezember 2021 lag Van der Bellen bei einem Positivsaldo von +38 – was bedeutet, dass ihm etwa 70 % der Wahlberechtigten vertrauten und etwa 30 % nicht vertrauten.
In einer Market-Umfrage Ende Dezember 2021 befürworteten 63 % der Wahlberechtigten eine erneute Kandidatur von Van der Bellen. In derselben Umfrage gaben 51 % an, Van der Bellen wieder zu wählen, während 33 % für andere Kandidaten stimmen würden.
In einer Unique Research-Umfrage für „Profil“ gab Mitte Jänner 2022 eine Mehrheit von 56 Prozent der befragten Wahlberechtigten an, dass Van der Bellen ihrer Meinung nach erneut kandidieren soll. 35 Prozent waren dagegen.
In einer IFDD-Umfrage von Anfang Mai 2022 wünschten sich 55 Prozent der Wahlberechtigten eine erneute Kandidatur von Van der Bellen, 38 Prozent lehnten dies ab. Gleichzeitig lag Van der Bellen in der Umfrage mit mehr als 60 Prozent der Stimmen gegenüber möglichen Gegenkandidaten vorne.
In einer Unique Research-Umfrage für „Heute“ gab Ende Mai 2022 eine Mehrheit von 59 Prozent der Befragten an mit der Amtsführung von Van der Bellen zufrieden zu sein, während 34 Prozent nicht zufrieden waren.
| Institut / Auftraggeber          | Veröffentlichung | Van der Bellen | Rosenkranz | Wlazny | Wallentin | Grosz | Brunner | Staudinger |
| -------------------------------- | ---------------- | -------------- | ---------- | ------ | --------- | ----- | ------- | ---------- |
| INSA / eXXpress                  | 07.10.2022       | 48,5 %         | 14,5 %     | 12,5 % | 9,0 %     | 9,0 % | 3,0 %   | 3,5 %      |
| OGM / Kurier                     | 01.10.2022       | 58 %           | 16 %       | 8 %    | 9 %       | 5 %   | 3 %     | 1 %        |
| Market-Lazarsfeld / ÖSTERREICH   | 29.09.2022       | 56 %           | 16 %       | 9 %    | 8 %       | 6 %   | 3 %     | 2 %        |
| Market-Lazarsfeld / ÖSTERREICH   | 22.09.2022       | 51 %           | 16 %       | 12 %   | 9 %       | 7 %   | 4 %     | 1 %        |
| Unique Research / Profil / Heute | 17.09.2022       | 59 %           | 13 %       | 7 %    | 8 %       | 9 %   | 2 %     | 2 %        |
| Market-Lazarsfeld / ÖSTERREICH   | 15.09.2022       | 51 %           | 14 %       | 13 %   | 9 %       | 7 %   | 5 %     | 1 %        |
| Market-Lazarsfeld / ÖSTERREICH   | 08.09.2022       | 45 %           | 18 %       | 14 %   | 10 %      | 6 %   | 4 %     | 3 %        |

### Wien
| Institut / Auftraggeber | Veröffentlichung | Van der Bellen | Wlazny | Rosenkranz | Wallentin | Grosz | Staudinger | Brunner |
| ----------------------- | ---------------- | -------------- | ------ | ---------- | --------- | ----- | ---------- | ------- |
| IFDD / W24              | 12.09.2022       | 56 %           | 13 %   | 12 %       | 9 %       | 5 %   | 3 %        | 2 %     |

| \| Institut / Auftraggeber \| Veröffentlichung \| Van der Bellen \| Rosenkranz \| Grosz \| Wlazny \| Brunner \| Wallentin \| Andere \| \| ---------------------------------- \| ---------------- \| -------------- \| ---------- \| ----- \| ------ \| ------- \| --------- \| ------ \| \| Market-Lazarsfeld / ÖSTERREICH[81] \| 01.09.2022 \| 50 % \| 18 % \| 7 % \| 10 % \| 4 % \| 11 % \| – \| \| Market-Lazarsfeld / ÖSTERREICH[82] \| 25.08.2022 \| 53 % \| 14 % \| 8 % \| 10 % \| 4 % \| 11 % \| – \| \| Unique Research / Profil / ATV[83] \| 20.08.2022 \| 66 % \| 13 % \| 6 % \| 5 % \| 3 % \| 6 % \| 1 % \| \| Market-Lazarsfeld / ÖSTERREICH[84] \| 18.08.2022 \| 58 % \| 11 % \| 7 % \| 9 % \| 6 % \| 9 % \| – \| \| Market-Lazarsfeld / ÖSTERREICH[85] \| 04.08.2022 \| 59 % \| 18 % \| 10 % \| 9 % \| 4 % \| – \| – \| \| Market-Lazarsfeld / ÖSTERREICH[86] \| 30.07.2022 \| 58 % \| 22 % \| 7 % \| 10 % \| 3 % \| – \| – \| \| Market-Lazarsfeld / ÖSTERREICH[87] \| 21.07.2022 \| 54 % \| 24 % \| 9 % \| 10 % \| 3 % \| – \| – \| \| OGM / Kurier[88] \| 15.07.2022 \| 63 % \| 21 % \| 6 % \| 5 % \| 5 % \| – \| – \| |                  |                |            |       |        |         |           |        |
| Institut / Auftraggeber | Veröffentlichung | Van der Bellen | Rosenkranz | Grosz | Wlazny | Brunner | Wallentin | Andere |
| Market-Lazarsfeld / ÖSTERREICH | 01.09.2022       | 50 %           | 18 %       | 7 %   | 10 %   | 4 %     | 11 %      | –      |
| Market-Lazarsfeld / ÖSTERREICH | 25.08.2022       | 53 %           | 14 %       | 8 %   | 10 %   | 4 %     | 11 %      | –      |
| Unique Research / Profil / ATV | 20.08.2022       | 66 %           | 13 %       | 6 %   | 5 %    | 3 %     | 6 %       | 1 %    |
| Market-Lazarsfeld / ÖSTERREICH | 18.08.2022       | 58 %           | 11 %       | 7 %   | 9 %    | 6 %     | 9 %       | –      |
| Market-Lazarsfeld / ÖSTERREICH | 04.08.2022       | 59 %           | 18 %       | 10 %  | 9 %    | 4 %     | –         | –      |
| Market-Lazarsfeld / ÖSTERREICH | 30.07.2022       | 58 %           | 22 %       | 7 %   | 10 %   | 3 %     | –         | –      |
| Market-Lazarsfeld / ÖSTERREICH | 21.07.2022       | 54 %           | 24 %       | 9 %   | 10 %   | 3 %     | –         | –      |
| OGM / Kurier | 15.07.2022       | 63 %           | 21 %       | 6 %   | 5 %    | 5 %     | –         | –      |

| \| Institut / Auftraggeber \| Veröffentlichung \| Van der Bellen \| Fürst \| Hofer \| Kickl \| Grosz \| Wlazny \| Andere \| keinen/ weiß nicht \| \| ---------------------------------- \| ---------------- \| -------------- \| ----- \| ----- \| ----- \| ------ \| ------ \| ---------------------------------------- \| ------------------ \| \| Market-Lazarsfeld / ÖSTERREICH[89] \| 30.06.2022 \| 42 % \| – \| – \| – \| 8 % \| 6 % \| 8 % Wallentin, 4 % Brunner, 3 % Sonstige \| 29 % \| \| Market-Lazarsfeld / ÖSTERREICH[90] \| 16.06.2022 \| 45 % \| 8 % \| – \| – \| 8 % \| 8 % \| – \| 32 % \| \| Market-Lazarsfeld / ÖSTERREICH[91] \| 16.06.2022 \| 43 % \| – \| – \| – \| 10 % \| 6 % \| 9 % Wallentin \| 33 % \| \| Market-Lazarsfeld / ÖSTERREICH[92] \| 09.06.2022 \| 42 % \| 9 % \| – \| – \| 7 % \| 8 % \| – \| 34 % \| \| Unique Research / Profil[93] \| 28.05.2022 \| 46 % \| – \| – \| – \| – \| – \| 23 % \| 31 % \| \| Market / Der Standard[94] \| 27.05.2022 \| 56 % \| – \| – \| – \| – \| – \| 27 % \| 17 % \| \| Market-Lazarsfeld / ÖSTERREICH[95] \| 26.05.2022 \| 45 % \| – \| – \| 9 % \| 7 % \| 6 % \| 4 % \| 29 % \| \| Market-Lazarsfeld / ÖSTERREICH[96] \| 20.05.2022 \| 42 % \| – \| – \| 9 % \| 9 % \| 4 % \| 7 % \| 29 % \| \| IFDD / Puls 24[97] \| 05.05.2022 \| 64 % \| 11 % \| – \| – \| 12,5 % \| 12,5 % \| – \| – \| \| IFDD / Puls 24[98] \| 05.05.2022 \| 67 % \| – \| – \| – \| 19 % \| 14 % \| – \| – \| \| Market / Der Standard[99] \| 11.01.2022 \| 51 % \| – \| – \| – \| – \| – \| 33 % \| 16 % \| \| Hajek / APA / ATV[100] \| 06.12.2020 \| 50 % \| – \| 17 % \| – \| – \| – \| 2 % \| 31 % \| |                  |                |       |       |       |        |        |                                          |                    |
| Institut / Auftraggeber | Veröffentlichung | Van der Bellen | Fürst | Hofer | Kickl | Grosz  | Wlazny | Andere                                   | keinen/ weiß nicht |
| Market-Lazarsfeld / ÖSTERREICH | 30.06.2022       | 42 %           | –     | –     | –     | 8 %    | 6 %    | 8 % Wallentin, 4 % Brunner, 3 % Sonstige | 29 %               |
| Market-Lazarsfeld / ÖSTERREICH | 16.06.2022       | 45 %           | 8 %   | –     | –     | 8 %    | 8 %    | –                                        | 32 %               |
| Market-Lazarsfeld / ÖSTERREICH | 16.06.2022       | 43 %           | –     | –     | –     | 10 %   | 6 %    | 9 % Wallentin                            | 33 %               |
| Market-Lazarsfeld / ÖSTERREICH | 09.06.2022       | 42 %           | 9 %   | –     | –     | 7 %    | 8 %    | –                                        | 34 %               |
| Unique Research / Profil | 28.05.2022       | 46 %           | –     | –     | –     | –      | –      | 23 %                                     | 31 %               |
| Market / Der Standard | 27.05.2022       | 56 %           | –     | –     | –     | –      | –      | 27 %                                     | 17 %               |
| Market-Lazarsfeld / ÖSTERREICH | 26.05.2022       | 45 %           | –     | –     | 9 %   | 7 %    | 6 %    | 4 %                                      | 29 %               |
| Market-Lazarsfeld / ÖSTERREICH | 20.05.2022       | 42 %           | –     | –     | 9 %   | 9 %    | 4 %    | 7 %                                      | 29 %               |
| IFDD / Puls 24 | 05.05.2022       | 64 %           | 11 %  | –     | –     | 12,5 % | 12,5 % | –                                        | –                  |
| IFDD / Puls 24 | 05.05.2022       | 67 %           | –     | –     | –     | 19 %   | 14 %   | –                                        | –                  |
| Market / Der Standard | 11.01.2022       | 51 %           | –     | –     | –     | –      | –      | 33 %                                     | 16 %               |
| Hajek / APA / ATV | 06.12.2020       | 50 %           | –     | 17 %  | –     | –      | –      | 2 %                                      | 31 %               |

## Reaktion
Einer der nicht zur Wahl zugelassenen Bewerber kündigte am 24. Oktober an, die Wahl in der dafür vorgesehenen Frist (sie endete am 24. Oktober Mitternacht) vor dem Verfassungsgerichtshof anzufechten.
Der Verfassungsgerichtshof hat am 14. November 2022 bekanntgegeben, dass alle vier eingebrachten Wahlanfechtungen zurückgewiesen wurden.

### Allgemein
- Robert Stein: Wahlrecht: Briefwahl, Fristen, Ausschließung. Am 1. Oktober 2011 ist das Wahlrechtsänderungsgesetz 2011 in Kraft getreten. Es bringt unter anderem Neuerungen bei der Briefwahl und bei den Wahlausschließungsgründen. In: Öffentliche Sicherheit, Ausgabe 11–12/2011, Bundesministerium für Inneres (Hrsg.), Wien 2011, S. 89–91 (PDF; 138 kB).
- Karin Stöger: Oberhaupt oder Repräsentant? Die Stellung des Bundespräsidenten im österreichischen politischen System. Reihe Lernmodule für die politische Bildung. Demokratiezentrum Wien (Hrsg.), Februar 2016 (PDF; 356 kB).

### Rechtsgrundlagen
- Art. 60 B-VG in der gültigen Fassung vom 1. Jänner 2018
- Bundespräsidentenwahlgesetz 1971 in der zum Zeitpunkt der Wahl gültigen Fassung am 9. Oktober 2022 (zuletzt geändert mit BGBl. I Nr. 61/2018)